# Erik Werenskiold
Eric Theodor Werenskiold (Kongsvinger, 11 febbraio 1855 – Oslo, 23 novembre 1938) è stato un pittore e disegnatore norvegese.

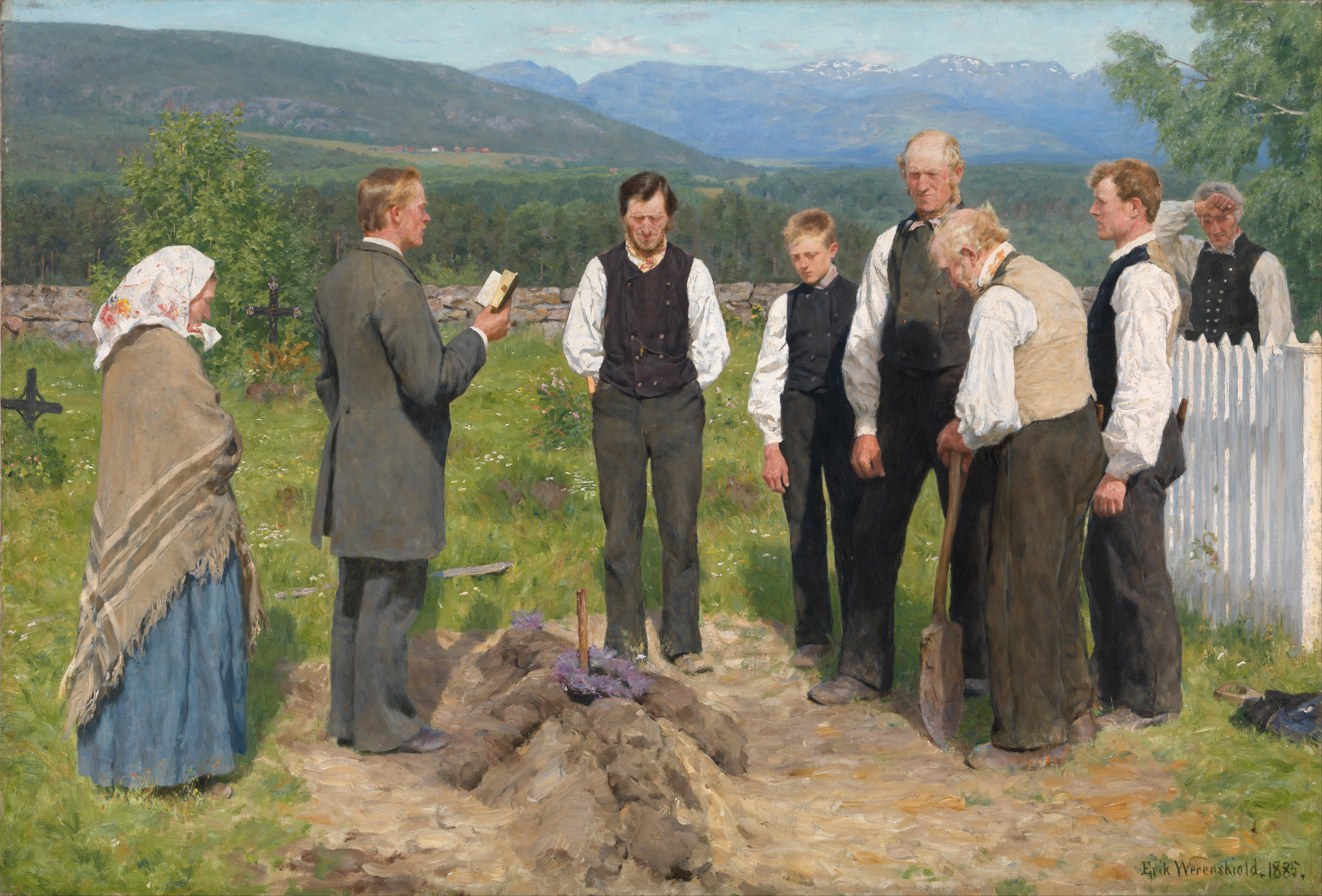
"En Bondebegravelse" (Sepoltura di un contadino) - 1885

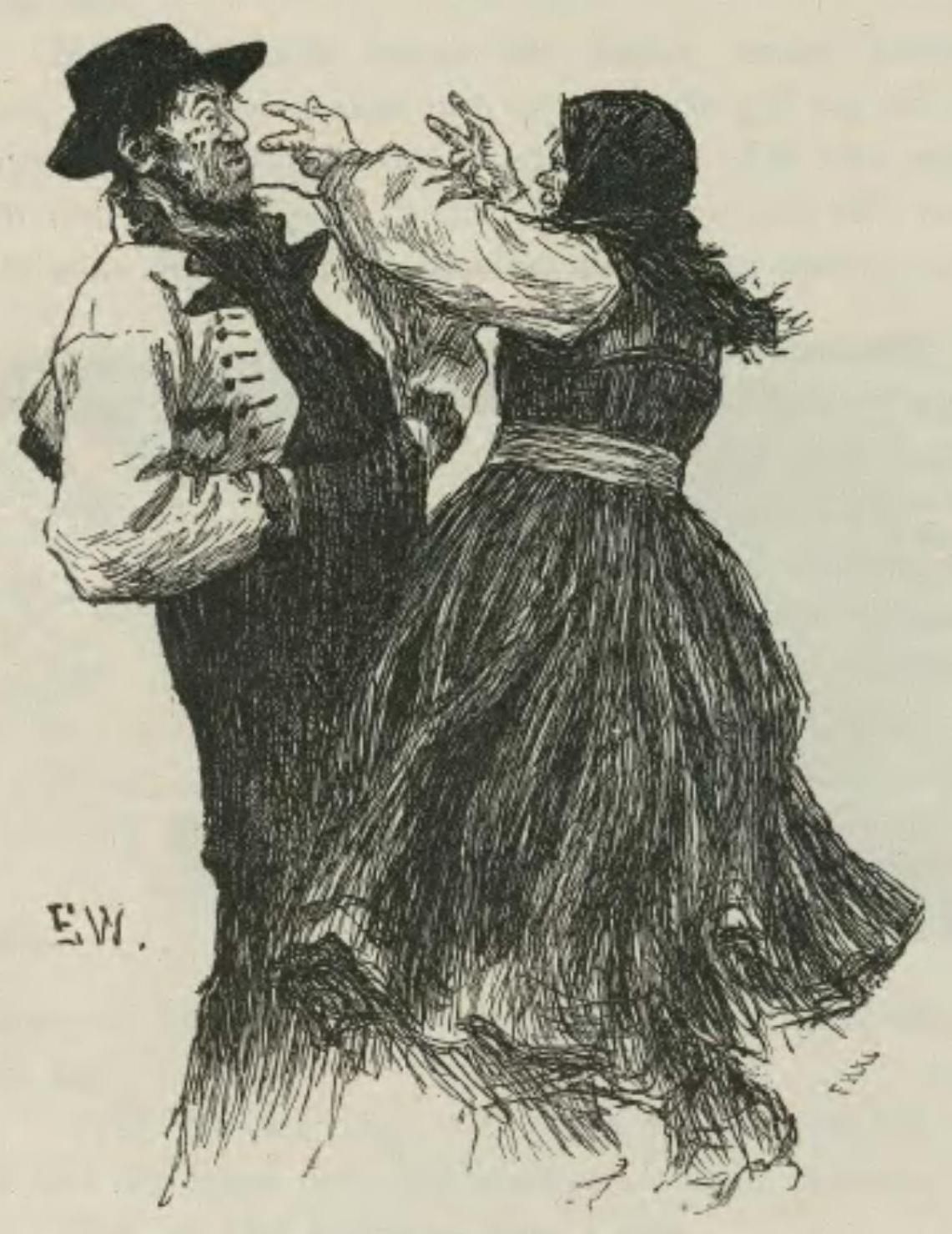
Una delle illustrazioni di Eventyrbog for Børn. Norske Folkeeventyr (1883-87)

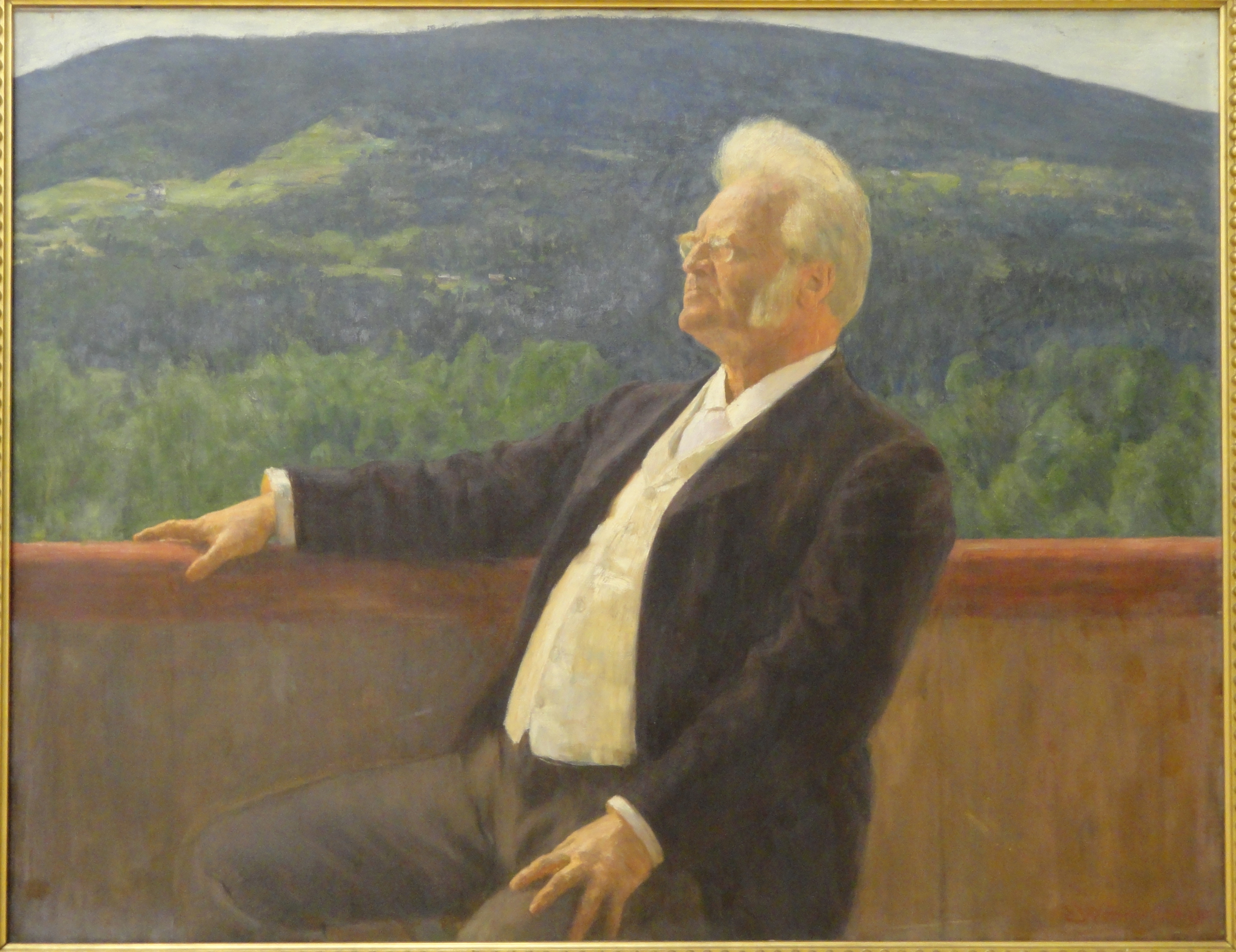
"Bjornstjerne Bjornson" (1900)

Particolarmente noto per i suoi disegni di Norske Folkeeventyr (racconti popolari norvegesi) realizzati dal 1879 al 1887 e per le illustrazioni dell'edizione popolare della Heimskringla redatta da Snorre Sturlason, realizzate nel periodo 1896-99 all'interno di un progetto da lui guidato. L'arte di Werenskiold si caratterizza per le molteplici rappresentazioni dell'ambiente agricolo norvegese, così come per i ritratti di personaggi famosi, fra cui Bjørnstjerne Bjørnson e Henrik Ibsen. 
Le illustrazioni di Werenskiold furono spesso usate per la realizzazione di francobolli norvegesi, in particolare per i primi francobolli natalizi vennero usate delle illustrazioni del Norske Folkeeventyr del 1887.

## Vita e carriera
Erik Werenskiold trascorse l'infanzia nella città-fortezza di Kongsvinger di cui suo padre, il capitano Frederick Daniel Werenskiold, era comandante dal 1859. Il padre apparteneva ad una famiglia di funzionari statali, ufficiali e proprietari terrieri nobilitata nel XVIII secolo, la madre, di 15 anni più giovane era figlia di un mercante di Tromsø. Della famiglia Werenskiold avevano fatto parte, tra i secoli XVII e XVIII, numerosi funzionari pubblici e proprietari terrieri. Il padre di Erik allevò i figli alla vicinanza con la natura e nello spirito di Russeau, la madre era invece amante di arte, bellezza e raffinatezza. Questo contrasto fra romanticismo e realismo si ritrovò nell'opera successiva dell'artista.
Dopo una prima formazione in casa con dei precettori iniziò a frequentare la scuola a Kongsvinger per passare, dal 1869 al 1872 alla scuola privata Aars e Voss a Kristiania dove si diplomò con ottimi voti. Iniziò a prendere lezioni di disegno presso Julius Middelthun alla Scuola reale norvegese di disegno  di Christiania, l'odierna capitale Oslo, per un breve periodo prese lezioni di pittura da Axel Ender.
A Christiania Eric visse presso il filosofo e professore universitario Marcus Jacob Monrad, questi inviò degli schizzi ad Adolph Tidemand che mostrò apprezzamento e incoraggiò il proseguimento degli studi di Erik, con queste parole il capitano Werenskiold accettò quindi, nel 1875, di sostenere il trasferimento del figlio a Monaco di Baviera per permettergli di frequentare l'Accademia delle belle arti. Giunto a Monaco insieme all'amico con Christian Skredsvig non riuscì ad entrare subito nell'Accademia perché i corsi erano già completi e venne ammesso solo nell'aprile del 1876

### A Monaco di Baviera
Inizialmente frequentò i corsi di disegno di Ludwig von Löfftz per poi passare nell'ottobre del 1876 alle classi di pittura con Wilhelm Lindenschmit. A Monaco frequentò la numerosa colonia di artisti norvegesi che studiavano in quella città, strinse rapporti di amicizia con Eilif Peterssen, Gerhard Munthe, Harriet Backer, Kitty Kielland e con Sophie Thomesen che sposò nel 1882.
Uno dei desideri di Werenskiold era quello di illustrare la nuova edizione di racconti popolari norvegesi di Peter Christen Asbjørnsen e Jørgen Moe, inizialmente il progetto era stato assegnato a Hans Gude, Otto Sinding ed Eilif Peterssen, per ragioni diverse nessuno di questi fu in grado di proseguire l'incarico, nell'estate del 1878 mentre Werenskiold era in visita dai genitori Asbjørnsen vide delle bozze del giovane, ne fu entusiasta e gli affidò l'incarico di illustrare le fiabe. Per trovare ispirazioni su ambienti e persone Werenskiold viaggiò per la Norvegia visitando aree rurali e fattorie. Di ritorno a Monaco, nell'inverno 1878-79 iniziò la stretta collaborazione con Asbjørnsen e con l'editore Frederik Hegel che portò alla pubblicazione, a Natale del 1879, della nuova edizione dell'opera "Norske folke og huldre-eventyr" ("Racconti popolari e di fantasia norvegesi") in cui oltre un quarto delle cento illustrazioni erano opera di Werenskiold. Nel 1880 ebbe una paresi temporanea ad un braccio, rimase in ospedale per tre mesi e trascorse la convalescenza tra Svizzera, Baviera e Tirolo.
Nel 1879 Monaco assistette ad una esposizione internazionale al Glaspalast, rimase affascinato dalla sezione francese ed entrò in contatto con Gustave Courbet. Werenskiold era già più vicino al realismo che alle tendenze della scuola di Monaco, con l'occasione iniziò ad interessarsi alla pittura en-plain-air e al naturalismo francesi. Come conseguenza si trasferì temporaneamente a Parigi nel febbraio 1881 per osservare con i propri occhi l'arte francese e studiarla da vicino, entrò in contatto con la cerchia di artisti norvegesi presenti a Parigi. 

### Ritorno in Norvegia
Al rientro in Norvegia trascorse un periodo nella tenuta di campagna della famiglia di Sophie Thomesen a Frøvik, vicino a Kragerø, dove la coppia fu raggiunta da Frits Thaulow e Christian Krohg.
Proprio l'incontro con Thaulow e Krohg, entrambi vicini al movimento bohémien norvegese, lo incoraggiò a promuovere uno sciopero degli artisti contro il Kunstforening di Christiania che acquistava le opere degli artisti senza il preventivo vaglio da parte di una giuria che ne vagliasse la qualità, per uno anno gli artisti norvegesi non presentarono opere e organizzarono una mostra (Kunstnernes Utstilling) in un'altra sede, dal 1884 la mostra ottenne sovvenzioni statali e prese il nome di Høstutstillingen (mostra d'arte d'autunno) divenendo un appuntamento annuale. 
Nel 1882 visitò una mostra di impressionisti a Parigi e la colonia di artisti scandinavi di Grez-sur-Loing. Il 9 maggio sposò Sophie Thomesen a Montmartre. Durante l'estate trascorsa a Tåtøy, vicino a Kragerø, Werenskiold scrisse per il Nyt Tidsskrift l'articolo Gli impressionisti, il primo articolo apparso in Scandinavia sul tema dell'impressionismo.
A Tåtøy viveva anche Theodor Kittelsen con il quale realizzò Eventyrbog for Børn ("Libro di fiabe per bambini"), il primo volume fu pubblicato nel 1883, seguirono altri due volumi nel 1884 e nel 1887.
Nella primavera del 1883 nacque a Parigi il primo figlio, Werner (1883–1961). Nel 1886, fu ospite della colonia per artisti del neoromanticismo norvegese, la Fleskumsommeren, nella regione di Oslo.
Nell'autunno 1888 si recò nuovamente a Parigi per otto mesi durante i quali frequentò Alfred Roll e Léon Bonnat. Nel 1889 il quadro En bondebegravelse (Un funerale contadino) venne premiato all'esposizione mondiale di Parigi del 1889.
Dopo la nascita della figlia Karen Inga (detta Basken) nel 1889 la famiglia rientrò in Norvegia in una fattoria a Solberg nei pressi di Sandvika, nel 1892 nacque il figlio Dagfin. Qui visse n un periodo di condizioni prospere e frequentò numerosi altri artisti e intellettuali come Christian Skredsvig che risiedeva a Fleskum, Gerhard e Sigrun Munthe a Valler, Kitty Kielland e Harriet Backer a Sandvika, Fridtjof ed Eva Nansen a Lysaker e Arne e Hulda Garborg ad Asker. Numerose le opere che ritraggono i bambini di Solberg intenti nel gioco.
Di questo periodo sono anche numerosi ritratti come quello di Kitty Kielland (1891), Edvard Grieg (1892), Erika Nissen (1892) e Henrik Ibsen (1895), e disegna Fridtjof Nansen (1893 e seguenti), Henrik Ibsen, Bjørnstjerne Bjørnson, Edvard Grieg (tutti nel 1895) ed Eva Nansen (1896). 
Nella primavera del 1895 effettuò un breve viaggio di studio a Roma e a Firenze. Nei mesi estivi trascorsi nel Telemark a Kviteseid dipinse alcuni bei paesaggi serali.
Nell'aprile del 1896 Werenskiold si trasferì con la famiglia a Lysaker nella nuova villa chiamata "Gilje" edificata poco distante dalle residenze di Peterssen, Munthe e da ‘’Polhøgda ‘’, la residenza di Nansen. Le due case divennero un luogo di incontro della sinistra culturale a cui venne attribuito il soprannome "Lysakerklikken" (la cricca di Lysaker). 
Tra il 1896 e il 1899 realizzò le illustrazioni della nuova edizione ‘’Norske kongesagaer ‘’ diSnorre Sturlasons in collaborazione con  Christian Krogh, Halfdan Egedius, Gerhard Munthe, Eilif Peterssen e Wilhelm Wetlesen. Per disegnare il re vichingo Olav Tryggvason utilizzò Nansen come modello.
Trascorse l’estate 1897 a Kviteseid nella regione del Telemark, qui conobbe l’impresario russo Sergej Pavlovič Djagilev che lo convinse a organizzare una mostra d'arte nordica a San Pietroburgo nell'autunno dello stesso anno. La mostra ebbe grande successo e contribuì alla fama di Werenskiold in Russia.
Dell'estate 1900 è il ritratto di Bjørnson realizzato ad Aulestad e il completamento delle illustrazioni del romanzo Familien på Gilje ("La famiglia di Gilje") di Jonas Lie pubblicato nel 1903-04. Dal 1902 al 1907 realizzò le decorazioni murali nella sala da pranzo di Polhøgda, la residenza di Fridtjof Nansen situata nella città di Lysaker (dintorni di Oslo), ispirate a motivi fiabeschi tratti dalla fiaba Liti Kjersti. Tra Werenskiold e Nansen si instaurò un forte rapporto di amicizia.
Nel 1905 e nel 1908 fece dei viaggi che lo portarono a Berlino, Parigi, Londra e Amsterdam durante i quali si fece un'impressione delle più moderne tendenze dell'arte europea, nelle opere del periodo si nota un nuovo utilizzo del colore che tradisce l'influenza di van Gogh e Cézanne. Entrò in contatto con Jean Heiberg e Henrik Sørensen che erano entrambi stati allievi di Matisse. Durante la prima guerra mondiale questo circolo di artisti prese le parti della Francia e organizzò alcune mostre per aiutare gli artisti francesi.
Dal 1908 Werenskiold iniziò a produrre incisioni e dal 1917 anche litografie, i motivi erano spesso ponti e fabbriche nella zona industriale di Lysaker sulle rive del fiume Lysakerelva ma anche paesaggi e ritratti. Le sue opere grafiche comprendono circa 80 acqueforti e circa 150 litografie. La depressione degli anni '20 e quanto esposto da Nansen sulla carestia in Russia ispirarono alcune opere a tema sociale come Hungersnøden (1923, 1928-29).
Nel 1908, Werenskiold riceve lo "Statens kunstnerlønn", un contributo economico da parte dello Stato norvegese assegnato ad artisti che hanno dato prestigio alla Norvegia con la loro arte (fra gli altri, anche il compositore Edvarg Grieg ne beneficiò). Nel 1890 gli venne conferito il titolo di cavaliere dell'Ordine reale norvegese di St. Olav, successivamente ricevette altre onorificenze di quell'ordine fino ad ottenere la Gran croce (Storkors) nel 1935.

Fu anche Commendatore dell'Ordine di Dannebrog e Cavaliere dell'Ordine al merito di San Michele.
Della fase finale della sua carriera artistica rimangono anche alcuni nudi femminile in grande formato. Per quanto riguarda l'impegno sociale negli ultimi anni di vita Werenskiold divenne una figura carismatica fra gli artisti norvegesi, prendendo parte in modo deciso al dibattito pubblico. In un articolo del 1936 intitolato Diktatur og kultur (Dittatura e cultura) assunse una posizione molto critica nei confronti di Vidkun Quisling e Johan Bernhard Hjort fondatori del partito fascista norvegese, il Nasjonal Samling.
Erik Werenskiold morì il 23 novembre 1938, poco dopo la Conferenza di Monaco. Fu cremato a spese dello stato e nel 1946, la sua urna fu trasferita nel boschetto d'onore di Vår Frelsers gravlund tra le tombe di Christian Krohg e quella di Edvard Munch.
Fra i suoi allievi, si ricorda Olaf Aakrann.
Erik Werenskiold e Sophie Thomesen ebbero tre figli, Werner Werenskiold (1883–1961) che divenne geologo, Karen Inga Werenskiold (1889–1952) che divenne medico radiologo  e Dagfin Werenskiold (1892–1977) pittore e scultore. 

## Opere

### Libri illustrati
- 1879 Norske folke- og huldreeventyr i utvalg di P. C. Asbjørnsen
- 1883–87 Eventyrbog for Børn. Norske Folkeeventyr di P. C. Asbjørnsen e J. Moe, 3 volumi
- 1890 Paa ski over Grønland. En skildring af Den norske Grønlands-ekspedition 1888–89 di Fridtjof Nansen
- 1897 Fram over Polhavet. Den norske polarfærd 1893–1896 di Fridtjof Nansen
- 1899 Norske kongesagaer di Snorre Sturlason
- 1903-04 Familien på Gilje di Jonas Lie
- 1910 Samtlige Tegninger og Studier til norske Folkeeventyr. Ved P. Chr. Asbjørnsen, Jørgen Moe og Moltke Moe.

### Come autore
- 1917 Kunst. Kamp. Kultur – Gjennem 40 aar i tekst og billeder